# Sylvicanthon xanthopus
Sylvicanthon xanthopus är en skalbaggsart som beskrevs av Blanchard 1846. Sylvicanthon xanthopus ingår i släktet Sylvicanthon och familjen bladhorningar. Inga underarter finns listade i Catalogue of Life.